# عدنان محمود خضر
عدنان محمود خضر (1944 - 1990) شاعر سوري. ولد في قرية دمقس. تلقى تعليمه الأولى في صافيتا وطرطوس، ثم التحق بقسم اللغة العربية بكلية الآداب بجامعة دمشق، وتخرج فيه سنة 1969. عمل معلمًا في سوريا والمغرب. له عدة دواوين شعرية ومسرحيات كما كتب القصة والمقالة الأدبية. توفي إثر حادث سيارة على طريق طرطوس ودفن بقرية مسقط رأسه.

## سيرته
ولد عدنان محمود خضر في قرية دمقس سنة 1944 ونشأ بها. تلقى تعليمه في صافيتا ثم درس في طرطوس ثم التحق بقسم اللغة العربية بكلية الآداب في جامعة دمشق، وتخرج فيه 1969. ثم عمل معلمًا في سوريا والمغرب، ومسؤولاً ثقافيًا في جريدة عمريت.

كان عضوًا في جمعية الشعر، واتحاد الكتاب العرب، وقد ألقى عددًا من المحاضرات في عدد من المراكز الثقافية السورية. عين رئيسًا لاتحاد الكتاب العرب في طرطوس. 

توفي إثر حادث سيارة على طريق طرطوس سنة 1990 ودفن بقرية مسقط رأسه. ابنته هي الشاعرة وراد خضر.

## شعره
وصف أسلوبه عبد العزيز البابطين في معجمه «تقترب قصائده من الروح الرومانسية، وتميل لاستبطان الخفي من المشاعر الإنسانية، يغلب عليها جموح الخيال والاعتماد على اللغة الوصفية، يتجلى فيها تأثره بالمسرح عبر رسمه المشاهد، وتجسيده الشخصيات، واعتماده اللغة المسرحية في كثير منها، مقطوعاته ذات إيقاع واضح وتدفق ينتهي إلى مفارقة مثيرة تدعو إلى التمرد.» 

## جوائزه
- 1989: جائزة نقابة المعلمين لمسرحيته صفرون.
- 1967: جائزة مهرجان الشعر الأول بجامعة دمشق.

## مؤلفاته
من دواوينه الشعرية:
- ظلال، 1971
- أغنيات مجرّحة، 1987

كتب مسرحيتين هما:
- التنين والغابة، 1988
- صفرون، 1989